# Gahanna
La ville de Gahanna (en anglais [ɡəˈhænə]) est située dans le comté de Franklin, dans l’Ohio, aux États-Unis. Sa population s’élevait à 33 248 habitants lors du recensement de 2010.